# Мюллер, Мирко (фигурист)
Ми́рко Мю́ллер (нем. Mirko Müller; род. 12 ноября 1974 года, Лёбау, округ Дрезден, ГДР) — немецкий фигурист, выступавший в парном катании. В паре с Пегги Шварц он — бронзовый призёр чемпионата мира 1998 года и трёхкратный чемпион Германии. В настоящее время работает тренером по фигурному катанию.

## Спортивная карьера
Фигурным катанием Мирко Мюллер начал заниматься в 4 года. До 1992 года он выступал в одиночном катании (сначала за ГДР, после объединения страны — за Германию), но из-за невысоких результатов перешёл в парное катание. Его первой партнёршей была Екатерина Сильницкая, с которой он стал серебряным призёром национального чемпионата, а на чемпионате Европы занял 10-е место. После этого он встал в пару с французской фигуристкой Эмили Грас, которая до этого составляла дуэт с Фредериком Липка.
Самых больших успехов Мюллер добился с Пегги Шварц. С ней он трижды выигрывал чемпионат Германии, а на чемпионате мира 1998 года стал бронзовым призёром. В 2000 году из-за несовместимой со спортом травмы Пегги завершила карьеру, а Мюллер продолжил выступления с Сарой Йентгенс. В 2002 году пара выиграла чемпионат Германии. На чемпионате Европы после исполнения короткой программы они были вынуждены сняться с соревнований по причине заболевания Мирко и не смогли квалифицироваться на зимние Олимпийские игры в Солт-Лейк-Сити (США), после чего Мюллер завершил карьеру.
Известно, что Мирко Мюллер женат на Диане Гулсби; в 1999 году у них родился сын Максимилиан. Семья живёт в США в Роли, штат Северная Каролина, где Мирко работает тренером в «Central Carolina Skating Club»  и «High Performance Skating Academy».

## Результаты выступлений
(с П. Шварц)
| Соревнования               | 1996-1997 | 1997-1998 | 1998-1999 | 1999-2000 |
| -------------------------- | --------- | --------- | --------- | --------- |
| Олимпийские игры           |           | 9         |           |           |
| Чемпионаты мира            | 10        | 3         | 8         | 8         |
| Чемпионаты Европы          | 6         | 5         | 4         | 4         |
| Чемпионаты Германии        | 2         | 1         | 1         | 1         |
| Skate Canada International | WD        |           |           |           |
| Bofrost Cup on Ice         |           | 3         |           |           |
| NHK Trophy                 |           | 4         | 2         |           |